# کرم‌های بادبزنی
کرم‌های بادبزنی (نام علمی: Serpula) نام یک سرده از خانواده بادبزن‌کرمان است.